# Regeringen Anker Jørgensen IV
Regeringen Anker Jørgensen IV var Danmarks regering 26. oktober 1979 – 30. december 1981

Ændringer den 28. februar 1980, 20. januar 1981 og 15. oktober 1981.
Regeringen bestod af følgende ministre fra Socialdemokratiet:
- Statsminister: Anker Jørgensen,
- Udenrigsminister: Kjeld Olesen,
- Finansminister: Svend Jakobsen,
- Økonomiminister: Ivar Nørgaard,
- Miljøminister: Ivar Nørgaard til 28. februar 1980, derefter Erik Holst,
- Minister for kulturelle anliggender: Niels Matthiasen til sin død 16. februar 1980, derefter Lise Østergaard,
- Industriminister: Erling Jensen,
- Kirkeminister og minister for Grønland: Jørgen Peder Hansen, til 20. januar 1981, derefter Tove Lindbo Larsen,
- Socialminister: Ritt Bjerregaard,
- Landbrugsminister: Poul Dalsager, til 20. januar 1981, derefter Bjørn Westh,
- Fiskeriminister: Poul Dalsager, til 20. januar 1981, derefter Karl Hjortnæs
- Minister for offentlige arbejder: Jens Risgaard Knudsen, til 15. oktober 1981, derefter Knud Heinesen,
- Undervisningsminister: Dorte Bennedsen,
- Forsvarsminister: Poul Søgaard,
- Arbejdsminister: Svend Auken,
- Boligminister: Erling Olsen,
- Minister for skatter og afgifter: Karl Hjortnæs, til 20. januar 1981, derefter Mogens Lykketoft,
- Energiminister: Poul Nielson,
- Indenrigsminister: Henning Rasmussen,
- Justitsminister: Henning Rasmussen, til 20. januar 1981, derefter Ole Espersen,
- Minister uden portefølje med særligt henblik på udenrigspolitiske spørgsmål: Lise Østergaard, til 28. februar 1980
- Minister for nordiske anliggender: Lise Østergaard, fra 28. februar 1980.